# 연중 플러스
《연중 플러스》는 KBS 2TV에서 2020년 7월 3일부터 2023년 3월 16일까지 방송했던 연예 정보 프로그램이었다.

## 방송 시간
| 방송 채널 | 방송 기간                         | 방송 시간                            |
| --------- | --------------------------------- | ------------------------------------ |
| KBS 2TV   | 2020년 7월 3일 ~ 2021년 12월 24일 | 매주 금요일 밤 8시 30분 ~ 9시 40분   |
| KBS 2TV   | 2022년 1월 7일 ~ 2022년 4월 8일   | 매주 금요일 밤 10시 10분 ~ 11시 20분 |
| KBS 2TV   | 2022년 4월 21일                   | 목요일 밤 11시 10분 ~ 12시 10분      |
| KBS 2TV   | 2022년 4월 28일 ~ 2022년 7월 28일 | 매주 목요일 밤 11시 ~ 12시           |
| KBS 2TV   | 2022년 8월 4일 ~ 2022년 8월 18일  | 매주 목요일 밤 11시 ~ 12시 5분       |
| KBS 2TV   | 2022년 9월 8일 ~ 2022년 9월 15일  | 매주 목요일 밤 11시 ~ 12시 5분       |
| KBS 2TV   | 2022년 9월 29일 ~ 2022년 9월 15일 | 매주 목요일 밤 11시 ~ 12시 5분       |
| KBS 2TV   | 2022년 8월 25일 ~ 2022년 9월 1일  | 매주 목요일 밤 11시 ~ 12시 10분      |
| KBS 2TV   | 2022년 9월 22일 ~ 2022년 9월 29일 | 매주 목요일 밤 11시 ~ 12시 10분      |
| KBS 2TV   | 2022년 10월 6일 ~ 2023년 3월 16일 | 매주 목요일 밤 11시 5분 ~ 12시 10분  |

## MC
| 진행자 | 방송 기간                       |
| ------ | ------------------------------- |
| 이휘재 | 2020년 7월 3일 ~ 2022년 4월 8일 |
| 이현주 | 2020년 7월 3일 ~ 2022년 4월 8일 |

## 리포터
- 엄지윤
- 홍윤화
- 김종현
- 곽정은
- 정덕현
- 박지원
- 김승혜
- 김태진
- 안현모
- KCM
- 강주은
- 김도연

## 코너
| 코너               | 진행자 | 방송 기간                          |
| ------------------ | ------ | ---------------------------------- |
| 차트를 달리는 여자 | 박지원 | 2020년 10월 23일 ~ 2021년 7월 16일 |
| 차트를 달리는 여자 | 이현주 | 2021년 7월 23일 ~ 2022년 4월 8일   |
| 차트를 달리는 여자 | 황정민 | 2022년 4월 21일 ~ 2023년 3월 16일  |
| 게릴라 데이트      | 리포터 | 2021년 12월 10일 ~ 2023년 3월 16일 |
| 사랑해요 연중      | 리포터 | 2022년 4월 21일 ~ 2022년 12월 15일 |
| SNS 뉴스           | 강성규 | 2022년 4월 21일 ~ 2022년 12월 15일 |
| SNS 뉴스           | 이윤정 | 2022년 12월 29일 ~ 2023년 3월 16일 |
| 연예가 헤드라인    | 리포터 | 2022년 6월 9일 ~ 2023년 3월 16일   |

## 수상
- 2020 KBS 연예대상
  - 베스트 팀워크상
- 2021 KBS 연예대상
  - 베스트 커플상 : 이휘재, 이현주

## 타이틀 변천사
| 프로그램 타이틀 | 방송 기간                         |
| --------------- | --------------------------------- |
| 연예가중계      | 1984년 4월 8일 ~ 2019년 11월 29일 |
| 연중 라이브     | 2020년 7월 3일 ~ 2022년 9월 1일   |
| 연중 플러스     | 2022년 9월 8일 ~ 2023년 3월 16일  |

## 경쟁 프로그램
- 섹션TV 연예통신 (MBC TV)
- 본격연예 한밤 (SBS TV)